# KeokeN Interactive
KeokeN Interactive is een Nederlandse computerspelontwikkelaar gevestigd in Hoofddorp. De studio staat bekend om de Deliver Us-serie, verhalende avonturenspellen geïnspireerd door sciencefiction en ruimtevaart.

## Geschiedenis
KeokeN Interactive werd in 2013 opgericht door de broers Koen en Paul Deetman, na het afronden van hun studies in respectievelijk game design en geluidstechniek. De naam KeokeN is afkomstig van de bijnaam van Koen, die hij gebruikte toen hij op veertienjarige leeftijd een clan oprichtte in de Soldier of Fortune II-gemeenschap.

### Deliver Us The Moon
Hun debuutspel, Deliver Us The Moon, begon als een klein project dat aanvankelijk met eigen middelen werd gefinancierd. Na een succesvolle Kickstarter-campagne in 2016, die meer dan €100.000 ophaalde, tekende de studio een publicatieovereenkomst met Starbreeze. Deze overeenkomst werd in 2018 beëindigd, waardoor KeokeN het spel in een onafgemaakte staat in oktober van dat jaar uitbracht en de helft van het personeel moest ontslaan. Later vond KeokeN een nieuwe uitgever, Wired Productions, die de voltooiing en uitgave van het spel op spelcomputers mogelijk maakte. Deliver Us The Moon werd over het algemeen goed ontvangen door zowel critici als spelers vanwege zijn verhaal en setting, ondanks enkele kritiekpunten op de eenvoudige gameplay en technische problemen.

### Deliver Us Mars
Op 2 februari 2023 bracht KeokeN Deliver Us Mars uit, het vervolg op hun debuutspel. KeokeN werkte samen met Frontier Foundry, de indie-uitgeeftak van Frontier Developments. Tijdens de ontwikkeling van het spel bezocht KeokeN het European Space Research and Technology Centre van het Europees Ruimteagentschap om inzicht te krijgen in realistische uitdagingen die zich op Mars voordoen. Deliver Us Mars kreeg gemengde recensies van critici. Het verhaal, de personages en het acteerwerk werden geprezen, maar er was kritiek op de gameplay.

### Financiële uitdagingen
Ondanks het succes van Deliver Us Mars kampte KeokeN met financiële problemen en slaagde de studio er niet in financiering te vinden voor nieuwe projecten. Pogingen om inkomsten te diversifiëren, zoals werk voor andere studio's en het ontwikkelen van content voor Fortnite, waren onvoldoende. In maart 2024 moest KeokeN vier werknemers ontslaan nadat de oprichters maandenlang geen salaris hadden ontvangen. Gedurende twee jaar pitchte KeokeN vijf verschillende computerspellen aan meer dan veertig uitgevers, zonder succes. Als laatste redmiddel onthulde KeokeN video's van de prototypes van deze spellen in een poging een uitgever te vinden. De spellen waren:
- We Are Human: Een "filosofische actie-adventurespel".
- Deliver Us Home: Een nieuw deel in de Deliver Us-serie.
- Deliver Us The Moon: Huygens: Een spin-off van Deliver Us The Moon.
- Deliver Us VR: Een vr-spel in de Deliver Us-serie.
- Expeditions: Een top-down-shooter met Soulslike-elementen en co-op-multiplayer.

Deze inspanningen leidden echter niet tot succes. In april 2024 kondigde KeokeN aan dat zij hun volledige team moesten ontslaan na het mislukken van hun pogingen om financiering te vinden op de Game Developers Conference. De studio verklaarde dat alle opties, waaronder publicatieovereenkomsten, werk voor andere studio's en samenwerkingen, waren uitgeput.
De oprichters gaven echter aan de studio opnieuw op te willen bouwen. Als eerste stap startten ze in juni 2024 een nieuwe Kickstarter-campagne om de ontwikkeling van Deliver Us Home te financieren.

## Ontwikkelde spellen
| Uitgave | Titel               | Uitgever(s)                                      | Platform                                                                                           |
| ------- | ------------------- | ------------------------------------------------ | -------------------------------------------------------------------------------------------------- |
| 2018    | Deliver Us the Moon | KeokeN Interactive B.V., Wired Productions, Ltd. | Windows, Windows Apps, Xbox One, PlayStation 4, Xbox Cloud Gaming, Blacknut, Stadia, PlayStation 5 |
| 2023    | Deliver Us Mars     | Frontier Developments plc                        | Windows, PlayStation 4, Xbox One, PlayStation 5, Xbox Series                                       |